# Emilie von Oldenburg

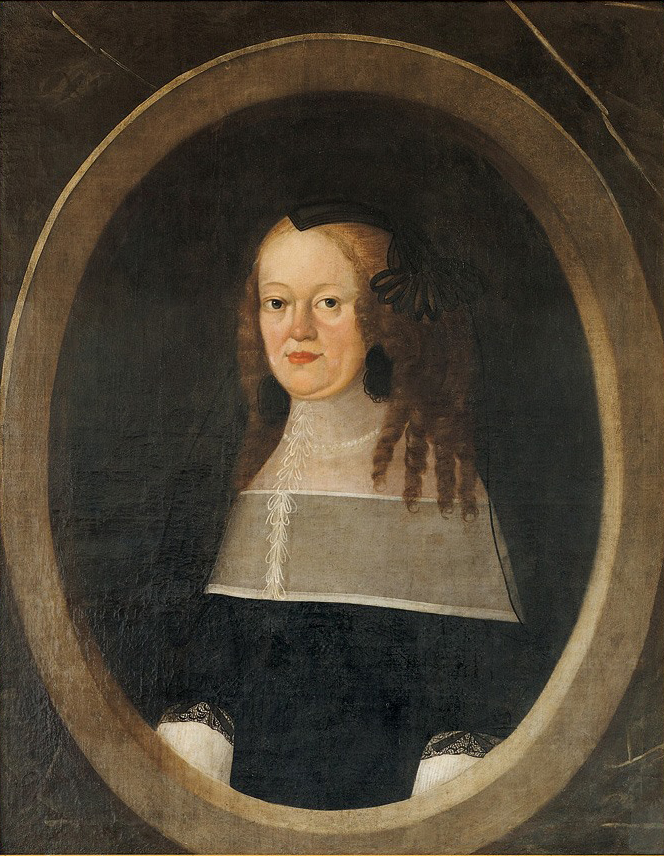
Emilie von Oldenburg

Emilie Antonia von Oldenburg-Delmenhorst (* 15. Juni 1614 in Delmenhorst; † 4. Dezember 1670 in Leutenberg) war von 1646 bis 1662 Regentin der Grafschaft Schwarzburg-Rudolstadt. Sie heiratete im Jahr 1638 Graf Ludwig Günther I. von Schwarzburg-Rudolstadt aus dem Geschlecht der Schwarzburger.

## Leben
Emilie war eine Tochter des Grafen Anton II. von Oldenburg und dessen Ehefrau Sibylla Elisabeth von Braunschweig-Dannenberg.
Sie heiratete am 4. Februar 1638 Graf Ludwig Günther I. von Schwarzburg-Rudolstadt. Als ihr Gatte 1646 starb, übernahm sie im Alter von 32 Jahren vormundschaftlich für ihren Sohn Albert Anton bis 1662 die Regierung der Grafschaft. Die Gräfin ließ ihre Kinder in den Formen der von der Tugendlichen Gesellschaft geprägten Religiosität erziehen. Dazu bestellte sie den Schriftsteller Ahasverus Fritsch zum Hofmeister, der unter der Regentschaft ihres Sohnes schließlich zum Kanzler aufstieg.
Ab 1663 lebte sie auf der Burg Könitz. Gräfin Emilie verstarb am 4. Dezember 1670 auf der Friedensburg in Leutenberg.

## Nachkommen
Aus der Ehe mit Ludwig Günther I. von Schwarzburg-Rudolstadt gingen folgende Kinder hervor:
- Sophie Juliane (1639–1672)
- Ludmilla Elisabeth (1640–1672)
- Albert Anton (1641–1710), Graf von Schwarzburg-Rudolstadt
- Christiane Magdalene (1642–1672)
- Maria Susanna (1646–1688)